# Землянозаимский сельсовет
Землянозаимский сельсовет — сельское поселение в Чановском районе Новосибирской области Российской Федерации.
Административный центр — село Земляная Заимка.

## История
Статус и границы сельского поселения установлены Законом Новосибирской области от 2 июня 2004 года № 200-ОЗ «О статусе и границах муниципальных образований Новосибирской области»

## Население
| 2002 | 2010  | 2012  | 2013  | 2014 | 2015 | 2016 |
| ---- | ----- | ----- | ----- | ---- | ---- | ---- |
| 1205 | ↘1013 | ↗1024 | ↘1006 | ↘976 | ↘960 | ↘935 |
| 2017 | 2018  | 2019  | 2020  | 2021 |      |      |
| ↘901 | ↘894  | ↘850  | ↘827  | ↘810 |      |      |

## Состав сельского поселения
| № | Населённый пункт | Тип населённого пункта       | Население |
| - | ---------------- | ---------------------------- | --------- |
| 1 | Земляная Заимка  | село, административный центр | ↘540      |
| 2 | Кабаклы          | деревня                      | ↘267      |
| 3 | Калиновка        | деревня                      | ↘76       |
| 4 | Сарыбалык        | деревня                      | ↘130      |